# Saint-Genou
Saint-Genou är en kommun i departementet Indre i regionen Centre-Val de Loire i de centrala delarna av Frankrike. Kommunen ligger i kantonen Buzançais som tillhör arrondissementet Châteauroux. År 2022 hade Saint-Genou 939 invånare.

## Befolkningsutveckling
Antalet invånare i kommunen Saint-Genou
Referens:INSEE